# Дім європейської історії
Дім європейської історії  — історичний музей і культурна установа в Брюсселі (Бельгія), присвячений новітній історії європейського континенту та процесу європейської інтеграції. Він відчинив свої двері 6 травня 2017 року за ініціативи Європейського парламенту.
Музей пропонує ознайомитися з унікальним поглядом на історію континенту. Експозиції засновані на транснаціональному підході до головних подій та явищ, що впродовж століть об’єднували й розділяли європейців, а також до різноманітної спадщини й різних трактувань історії. У музеї можна дізнатися більше про минуле Європи. Він також спонукає відвідувача критично осмислювати сучасність, щоб долучитися до творення майбутнього.
Дім європейської історії працює сім днів на тиждень. Вхід безкоштовний. У музеї можна ознайомитися з інформацією 24 мовами на інтерактивних планшетах. Водночас екскурсії проводять французькою, нідерландською, німецькою та англійською. Для родин із дітьми було створено спеціальні ознайомчі відділи й маршрути відвідування.

## Історія заснування
13 лютого 2007 року колишній Голова Європейського парламенту Ганс-Герт Петтерінг у своїй вступній промові запропонував створити музей, присвячений європейській історії. Однією з ключових цілей проєкту було «надати можливість європейцям усіх поколінь дізнатися більше про свою власну історію і в такий спосіб зробити внесок у краще розуміння розвитку Європи сьогодні й в майбутньому».
У жовтні 2008 року експертний комітет на чолі з Головою Дому історії Федеральної Республіки Німеччина професором Гансом Вальтером Хюттером презентував доповідь під назвою «Концептуальний фундамент Дому європейської історії», в якій були закладені основи загальної концепції проєкту, окреслений зміст та організаційна структура. 

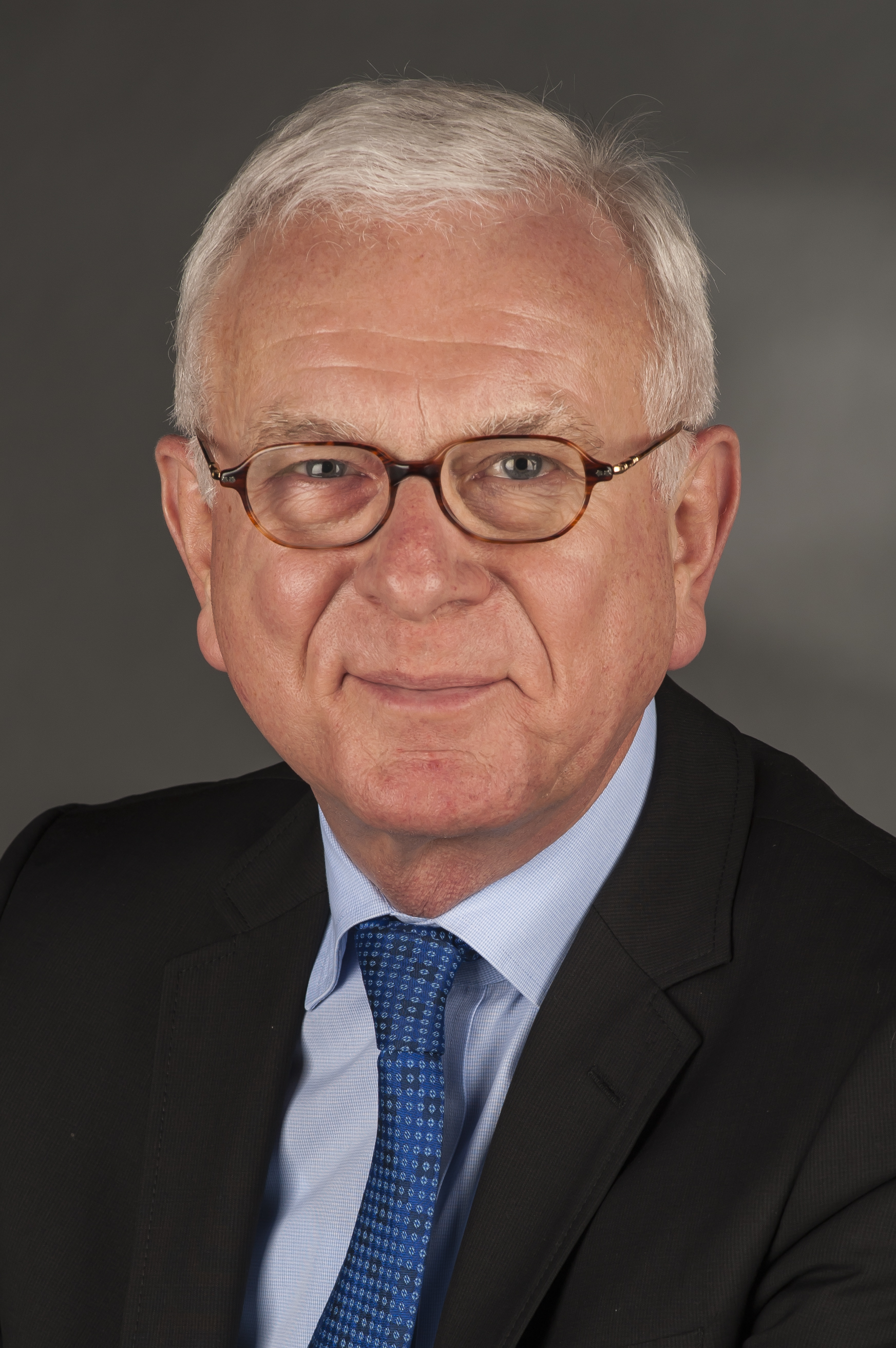
Президент Європейського парламенту Ганс-Герт Поттерінг запропонував ідею створення музею в 2007 році.

## Керівництво
Керівні органи: Піклувальна рада та Академічний комітет виконують, відповідно, наглядову й консультативну функцію стосовно проєкту. Директорка музею — д-р. Констанце Ітзель.
Піклувальна рада: виконує нагляд та ухвалює рішення з фундаментальних питань щодо проєкту. Її очолює колишній Голова Європейського парламенту д-р. Ганс-Герт Петтерінг. 
Академічний комітет: Голова Комітету — історик, проф. д-р. Олівер Ратколб. До його складу входять професори університетів та експерти з всесвітньо відомих музеїв. Комітет консультує Відділ академічних проєктів Дому європейської історії з усіх історичних та музейних питань.

## Постійна експозиція
У Домі європейської історії під постійну виставку відведено чотири поверхи: в галереях присутні експонати й мультимедійні ресурси, що спонукають відвідувачів зануритися в життя континенту впродовж XIX й XX століть. Постійна експозиція охоплює політичну, економічну, соціальну й культурну історію Європи в хронологічному порядку за темами. 

## Тимчасові експозиції
План заходів Дому європейської історії також передбачає проведення щорічних тимчасових виставок, присвячених спеціальним темам або ширшому аналізу певних історичних періодів, представлених у постійній експозиції. Урізноманітнений та інноваційний підходи до вибору експонатів та інформаційного наповнення приваблюють різну аудиторію. Так само як і постійні експозиції, тимчасові виставки спираються на транснаціональний та міжгалузевий підходи. Вони доступні чотирма мовами: англійською, французькою, німецькою й нідерландською. Програма тимчасових експозицій:
- Взаємодії («Interactions») : 5 травня 2017 р. – 31 травня 2018 р
- Невгамовна молодь («Restless Youth») : 1 березня 2019 – 29 лютого 2020
- Fake for Real («Fake for Real») : 1 жовтня 2020 р. – 1 січня 2022 р
- Коли стіни говорять!  («When Walls Talk!») : 30 квітня 2022 – 13 листопада 2022
- Одноразове використання («Throwaway») : 18 лютого 2023 – 14 січня 2024

## Віртуальні експозиції
Одним із завдань музею є бути доступним для публіки з усіх куточків континенту й надати нові засоби, щоб ознайомитися з транснаціональною історією. З цією метою була створена низка цифрових матеріалів:
- Онлайн-виставка
- Віртуальний тур
- Expo 58 (розпочнеться в кінці 2023 року)
- Онлайн-трансляція інтерактивних заходів та лекцій

## Просвітницька діяльність і заходи
Музей проводить просвітницьку діяльність за транс’європейським підходом, щоб дослідити історичну пам’ять, різноманітний досвід та спільні точки дотику народів Європи. Для навчальних груп доступні освітні матеріали безпосередньо в музеї й 24 мовами в інтернеті, що адаптовані до використання в очній формі навчання. Школам пропонують спеціально розроблені екскурсії та семінари англійською, французькою, німецькою й нідерландською.
До щорічної програми заходів входять дебати, конференції, семінари, концерти й покази фільмів. Видатні особи проводять лекції, як-от Енн Епплбом, Тімоті Гартон Еш, Іван Крастев, Тімоті Снайдер, Джей Вінтер та Норман Дейвіс.

## Співпраця
Дім європейської історії є учасником різноманітних музейних та культурних асоціацій на національному й міжнародному рівнях, як-от Міжнародної ради музеїв (МРМ), Мережі європейських музейних організацій (NEMO) та Брюссельської ради музеїв. До того ж Дім проводить комунікаційну діяльність з різноманітними групами в Брюсселі й регіоні, а також співпрацює з музеями, університетами й представниками громадянського суспільства по всій Європі. 

## Зовнішні посилання
- Офіційний веб-сайт